# Ферри, Клод Жозеф
Клод-Жозеф Ферри (фр. Henri Hureau de Sénarmont; 19 ноября 1756, Раон-о-Буа — 1 мая 1845, Льянкур) — французский якобинец и учёный-металлург, долгое время работавший в России.

## Биография
Накануне Великой французской революции Ферри был профессором королевской инженерной школы в Мезьере (с 1787 года). В 1792 году он был избран депутатом Национального собрания Франции от департамента Арденны. В Национальном Собрании Ферри голосовал за казнь короля Людовика XVI, затем вместе с Монжем отправился на Луару инспектировать оружейное производство. Он также участвовал в создании французского республиканского календаря. Вместе со знаменитым Саличети, первым покровителем Бонапарта, Ферри отчитывался перед Национальным собранием о положении дел на Корсике. В июне 1793 года Ферри выступил против неконвертируемости ассигнаций. С 1794 по 1798 год Ферри принимал вступительные экзамены в Политехнической школе.
Прихода к власти Наполеона Бонапарта, Ферри, убеждённый республиканец, воспринял враждебно. В 1805 году он заключил контракт с представителем богатейшего уральского горнозаводчика Н.Н. Демидова. Согласно этому контракту, Ферри должен был отправиться на Урал, где обеспечить разработку и внедрение различных инноваций на Тагильских заводах Демидова. За это Ферри выплачивалось очень высокое жалованье (около 6 тысяч рублей в год).
После этого, Ферри вплоть до 1809 года работал на Тагильских заводах, активно предлагал различные новшества, однако работа тормозилась из-за конфликта с директором Тагильских заводов М. Д. Даниловым. В 1809 году Ферри был вынужден вернуться во Францию, однако его пребывание на Урале не прошло даром:

Деятельность учёного, несмотря на свою незавершённость, была, несомненно, полезной для Демидовских заводов. В заводской переписке впоследствии не раз упоминалось о сооружениях, построенных или запроектированных «при профессоре».
— С. Клат. Якобинец, учёный, металлург.
По возвращении во Францию, Ферри работал профессором в артиллерийской инженерной школе в Меце, снова сотрудничал с Политехнической школой.
Во время Первой реставрации Бурбонов (1814) Ферри был отстранен от должности, но во время Ста дней отказался присягать Наполеону. Вероятно, именно это отношение Ферри к Бонапарту, возможно, имевшее характер личной неприязни, принесло ему, одному из «цареубийц» (т.е. лиц, голосовавших за казнь короля) пенсию при Второй Реставрации.
По утверждению современного русского историка Владимира Николаевича Земцова, Ферри был одним из немногих французов, хорошо знавших уральский регион, и в этом качестве, по возвращении во Францию, возможно, служил источником для авторов произведений о России.